# ウルップソウ
ウルップソウ（得撫草、学名：Lagotis glauca Gaertn.）は、オオバコ科ウルップソウ属に分類される多年草の1種。北の浜に生育することから別名がハマレンゲ（浜蓮華）。新エングラー体系およびクロンキスト体系では、ウルップソウ科 (Globulariaceae) に分類されている。

## 特徴
寒冷地や高山の斜面などの湿った砂礫地に生える。花茎は高さ15–25 cm。葉は卵円形または広楕円形で、長さ幅とも4–10 cm の肉質で表面につやがある。全体に無毛。青紫色の花を穂状に多数付け、雄しべは花弁よりも短い。花穂は円柱形で、各花に苞がある。開花時期は6–8月。染色体数は2n=22（2倍体）。和名の由来は千島列島の得撫島で最初に発見されたことによる。属名のLagotisは、ギリシャ語のlogos（兎）とous（耳）からなり、葉の形状が兎の耳に似ていたことに由来する。

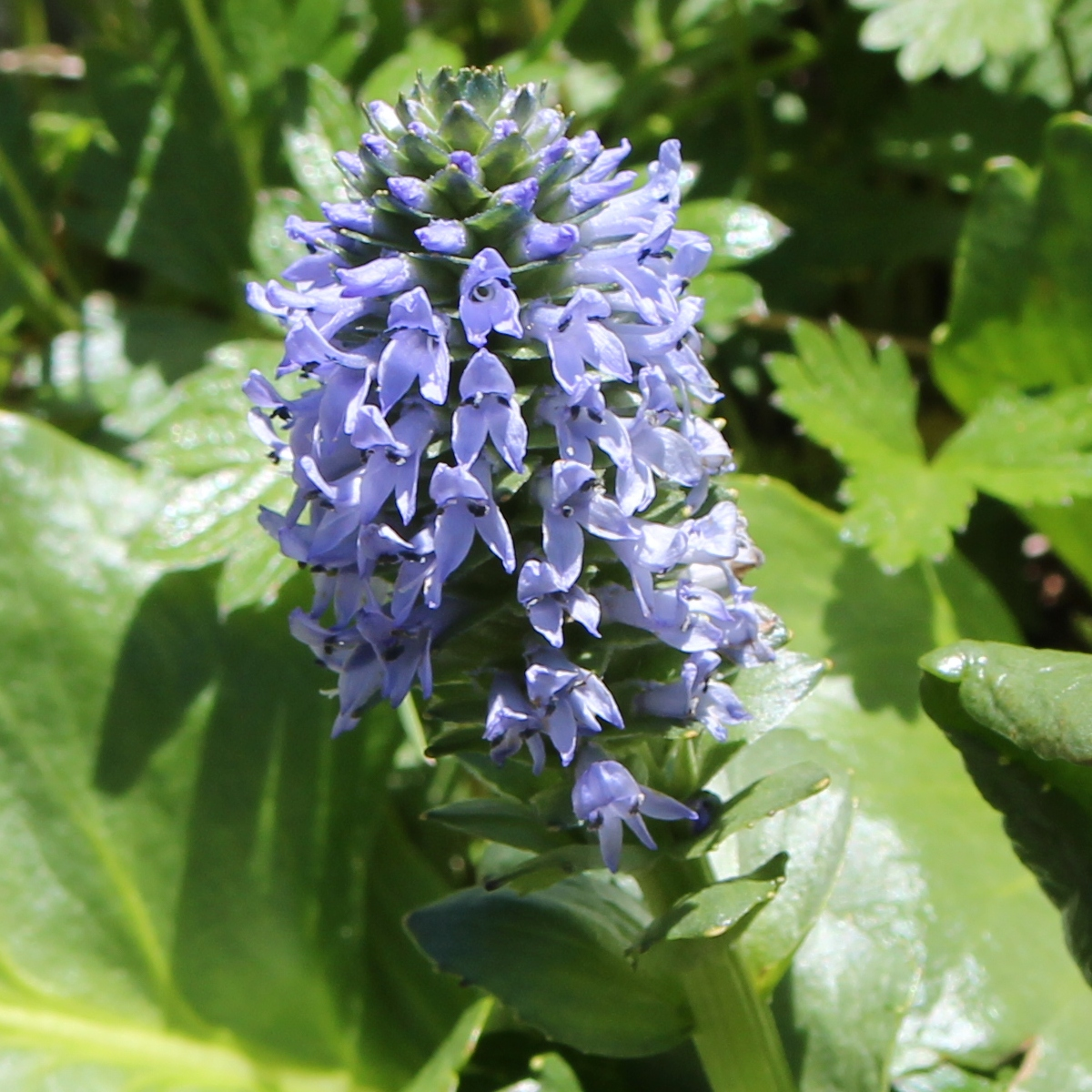
上端の蕾と花序
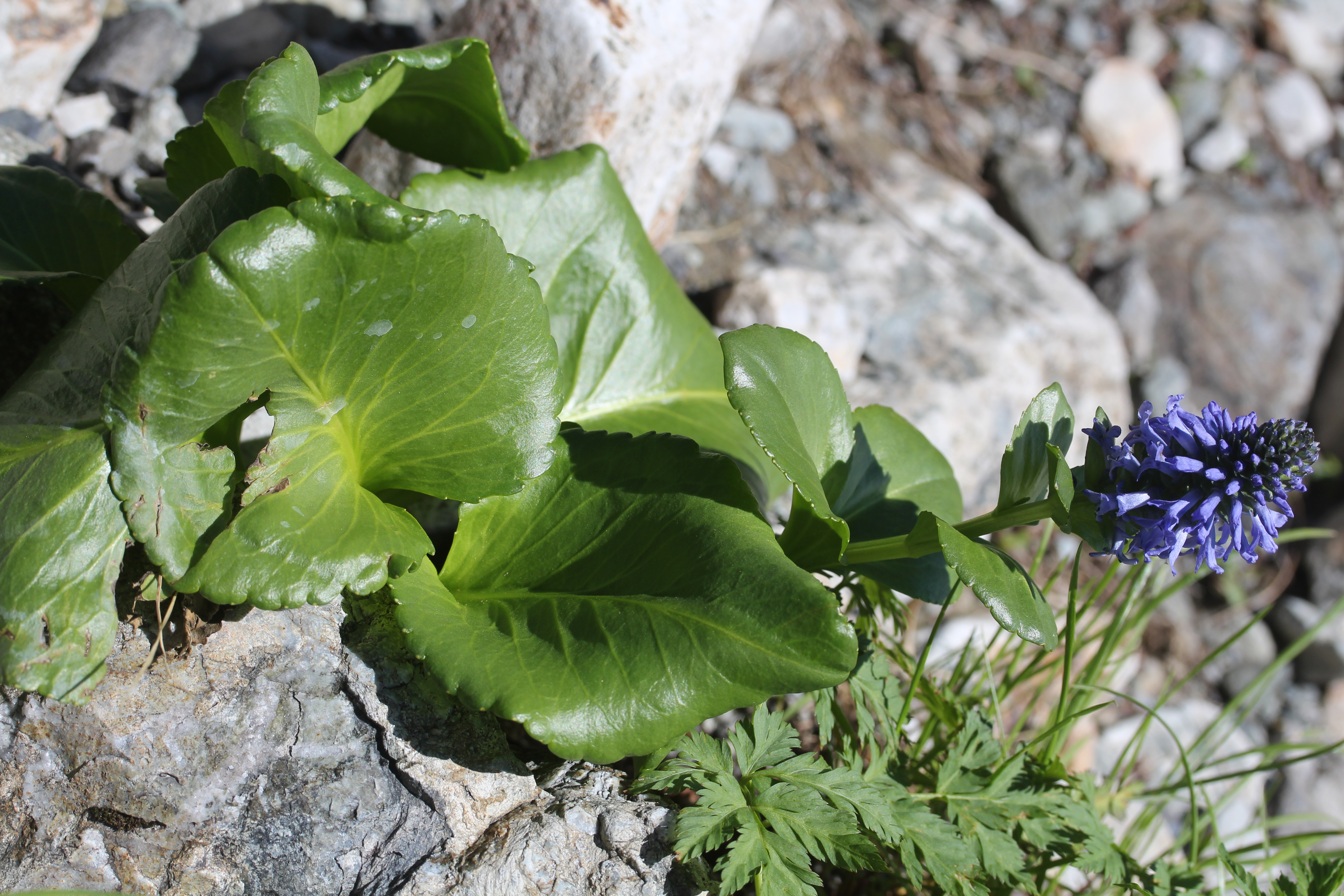
肉質で表面につやがある葉

## 分布
アリューシャン列島、カムチャツカ半島、千島列島、日本に分布する。
日本では北海道（礼文島と空知）と本州（飛騨山脈北部の白馬岳と雪倉岳）、八ヶ岳の硫黄岳と横岳の高山帯に隔離分布している。氷期に日本に南下し、その後高山などの一部地域だけに生き残ったと考えられている。基準標本は得撫島のもの。

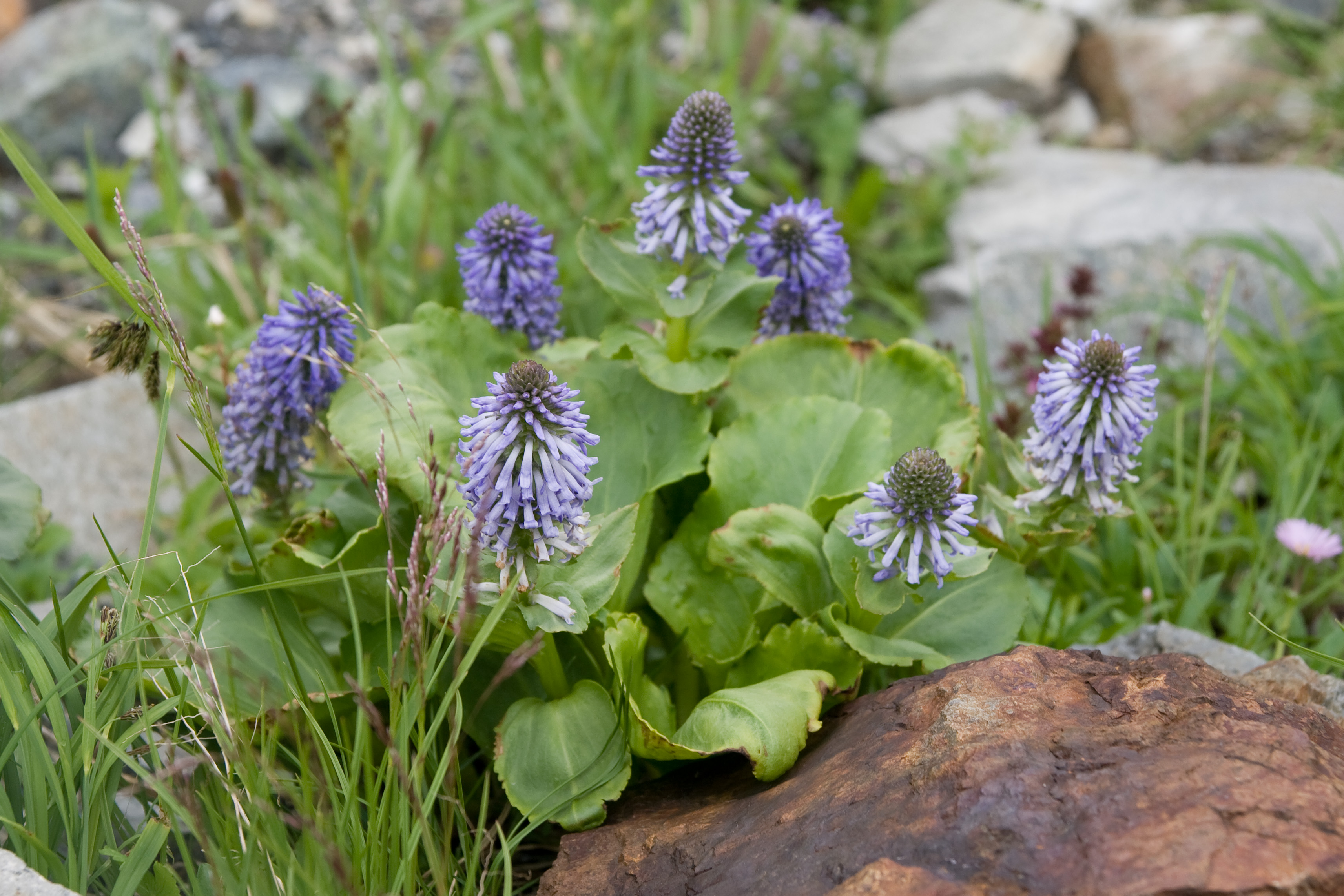
飛騨山脈の白馬岳の高山帯の砂礫地に生育するウルップソウの小群落
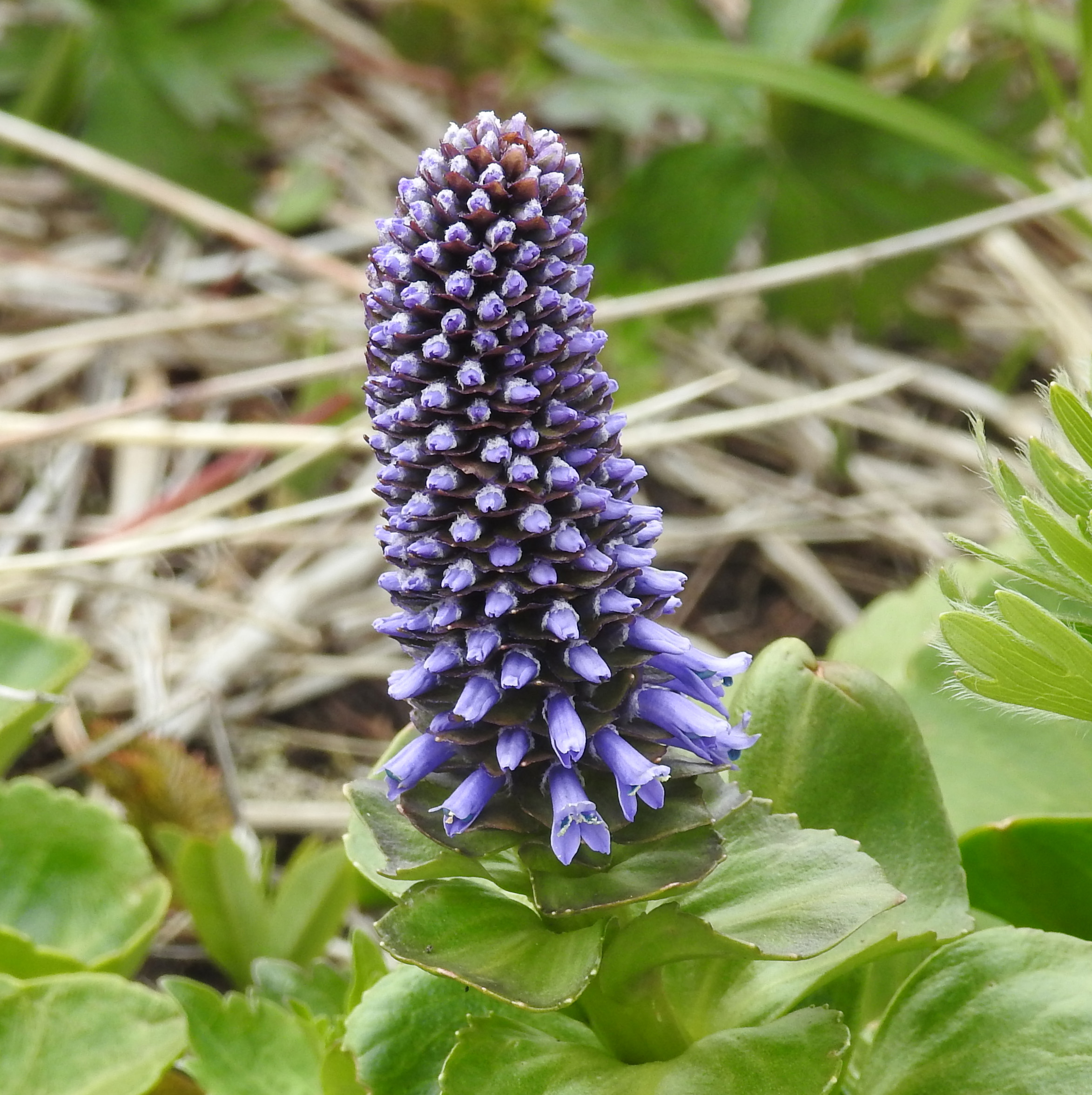
名称の由来である得撫島の見嶋湾灯台付近に自生するウルップソウ

## 種の保全状況評価
準絶滅危惧（NT）（環境省レッドリスト）
環境省によりレッドリストの準絶滅危惧 (NT) の指定を受けている。以前は絶滅危惧IB類 (EN) 指定であったが、絶滅危惧II類 (VU) に変更された。踏みつけが減少の主要因で、平均減少率は約30%、個体総数は約10,000と推定されている。以下の都道府県で、レッドリストの指定を受けている。
- 絶滅危機種（Cr） - 北海道[注釈 1][10]
- 絶滅危惧I類 - 新潟県
- 絶滅危惧IB類 - 長野県

## 近縁種
- ホソバウルップソウ（細葉得撫草、Lagotis yesoensis） - 大雪山系に自生、環境省により絶滅危惧IB類（EN）の指定を受けている。
- シロバナウルップソウ（白花得撫草、Lagotis yesoensis f. albiflora） - ウルップソウの白花のもの
- ユウバリソウ（夕張草、Lagotis takedana） - 夕張岳に自生、環境省により絶滅危惧IB類（EN）の指定を受けている。